# Gian Francesco Bembo
Gian Francesco Bembo detto il Vetraio (Cremona, ... – 1526) è stato un pittore italiano.
Poco documentato nella sua biografia, il Vasari lo cita nella Vita di Polidoro e Maturino come artista attivo a Roma e morto in giovane età.
Fra le sue opere principali si ricordano i due affreschi con l'Adorazione dei Magi e la presentazione al tempio (1516) per il grande ciclo ad affresco della navata principale del Duomo di Cremona dove lavorò a fianco del Romanino e del Pordenone. In queste opere pur mostrando echi raffaelleschi derivanti dal soggiorno romano, appare evidente una vena anticlassica che lo avvicina a Lotto e al conterraneo Altobello Melone. 
Sempre a Cremona realizzò la Vergine con il bambino, i Santi Cosma, Damiano e Girolamo, e l’Offerente nel 1524 per la chiesa di San Pietro al Po, ed altre opere oggi conservate al Museo civico Ala Ponzone. Il Museo di Budapest conserva un suo ritratto dal soggetto non identificato.